# Entre Douro e Minho
Entre Douro e Minho era una grande regione del Nord del Portogallo, composta dall'unione della provincia del Douro Litorale e del Minho (che a sua volta si poteva dividere tra Alto e Basso Minho). Tuttavia l'area non ebbe mai lo status di provincia.

## Descrizione
La regione era composta dai 23 comuni del Douro Litorale e dai 23 del Minho, con un totale di 46 comuni. Includeva la totalità dei distretti di Braga, Porto e Viana do Castelo, quattro comuni del distretto di Aveiro e due di quello di Viseu. Il suo capoluogo era Braga.
Distretto di Aveiro: Arouca, Castelo de Paiva, Espinho, Santa Maria da Feira.
Distretto di Braga: Amares, Barcelos, Braga, Cabeceiras de Basto, Celorico de Basto, Esposende, Fafe, Guimarães, Póvoa de Lanhoso, Terras de Bouro, Vieira do Minho, Vila Nova de Famalicão, Vila Verde.
Distretto di Porto: Amarante, Baião, Felgueiras, Gondomar, Lousada, Maia, Marco de Canaveses, Matosinhos, Paços de Ferreira, Paredes, Penafiel, Porto, Póvoa de Varzim, Santo Tirso, Valongo, Vila do Conde, Vila Nova de Gaia.
Distretto di Viana do Castelo: Arcos de Valdevez, Caminha, Melgaço, Monção, Paredes de Coura, Ponte da Barca, Ponte de Lima, Valença, Viana do Castelo, Vila Nova de Cerveira.
Distretto di Viseu: Cinfães, Resende.